# دالاسي غامبي
دالاسي غامبي هي العملة الوطنية في غامبيا والمعتمدة منذ عام 1971 بعيد سنة من قيام الجمهورية عقب استقلالها عن المملكة المتحدة.وينقسم الدالاسي إلى 100 بتوت.

## العملات النقدية
في عام 1971، ظهرت عملات معدنية من فئات 1 و5 و10 و25 و 50 دلاسي. وجميع العملات المعدنية في هذه السلسلة تظهر صورة الرئيس السابق، السير داودا جوارة . ثم في عام 1998، طهرت سلسلة عملات جديدة، حيث أزيلت صورة داودا جاوارا واستبدلت بشعارغامبيا. ومع ذلك، لا تزال العملات المعدنية القديمة تُتداول كعملة قانونية.

## الأورق النقدية
الأوراق النقدية المتداولة حاليًا هي 5 و10 و20 و25 و50 و100 و200 دالاسي. اُصدر ال1 دالاسي بين عامي 1971 و 1987. واُصدر الأوراق النقدية الحالية لأول مرة في 27 يوليو 1996، ثم أعيدت طبعتها في عام 2001. وفي 27 يوليو 2006، أصدر البنك المركزي سلسلة جديدة من الأوراق النقدية مع صور مماثلة للإصدارات السابقة، ولكن مع بعض تحسينات في التصاميم وسمك الورق.
في 15 أبريل 2015، أصدر البنك المركزي سلسة جديدة من الأوراق النقدية التي تتضمن فئتين جديدتين، وهي ال20 دلاسي لتحل محل ال25 دالاسي و200 دلاسي، وحتوت جميع الأوراق النقدية على صورة رئيس غامبيا السابق، يحيى جامع.
وفي يونيو 2019 صدرت السلسلة الجديدة التي أُزيلت صورة الرئيس السابق يحيى جامع من عليها.

## معرض صور

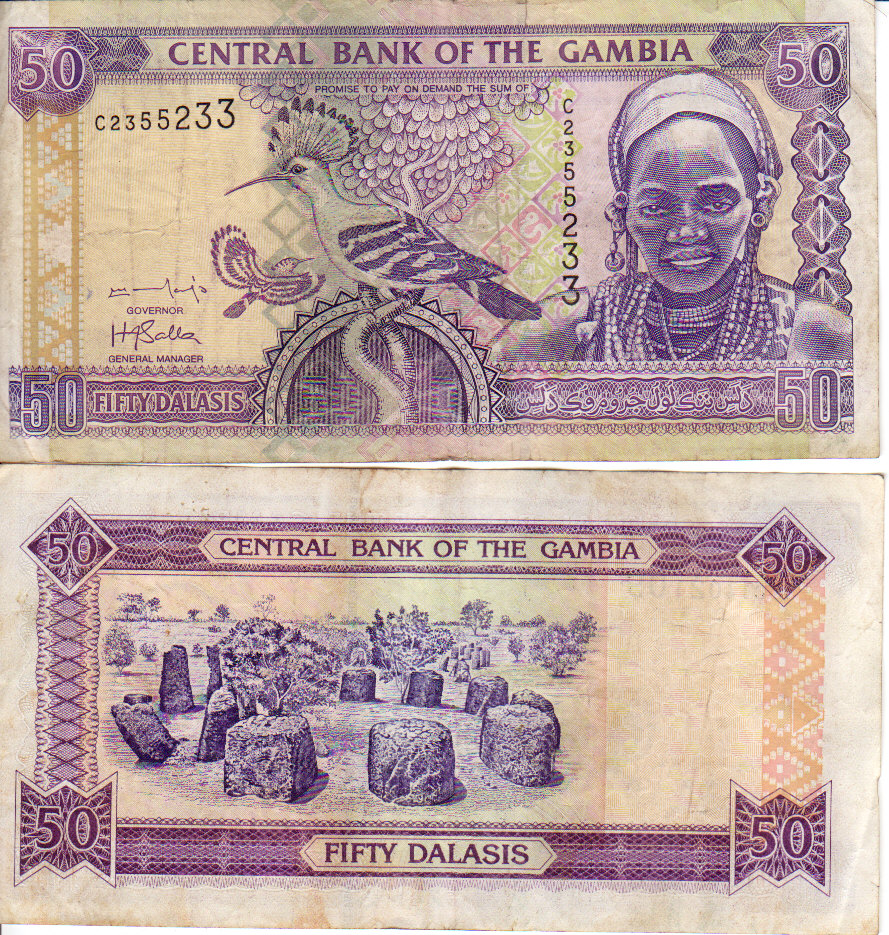

### إصدار 2006
| الصورة | القيمة | اللون الرئيسي | الوصف                              | الوصف                     | تاريخ الإصدار |
| الصورة | القيمة | اللون الرئيسي | الوجه                              | الخلف                     | تاريخ الإصدار |
| ------ | ------ | ------------- | ---------------------------------- | ------------------------- | ------------- |
|        | 5      | أحمر          | الرافراف العملاق، فتاة             | ماشية                     | 2006          |
|        | 10     | أخضر          | أبو منجل المقدس، صبي               | مقر بنك غامبيا، في بانجول | 2006          |
|        | 25     | أزرق          | آكل النحل القرمزي، رجل             | مقر الحكومة               | 2006          |
|        | 50     | بنفسجي فاتح   | هدهد؛ امرأة                        | الدوائر الميغاليثية       | 2006          |
|        | 100    | سيان          | الببغاء السنغالي؛ رجل كبير في السن | قوس 22                    | 2006          |

### إصدار 2015
| الصورة | القيمة | اللون الرئيسي | الوصف                               | الوصف                     | تاريخ الإصدار |
| الصورة | القيمة | اللون الرئيسي | الوجه                               | الخلف                     | تاريخ الإصدار |
| ------ | ------ | ------------- | ----------------------------------- | ------------------------- | ------------- |
|        | 5      | أحمر          | الرافراف العملاق، الرئيس يحيى جامع  | ماشية                     | 2015          |
|        | 10     | أخضر          | أبو منجل المقدس، الرئيس يحيى جامع   | مقر بنك غامبيا، في بانجول | 2015          |
|        | 20     | أزرق          | آكل النحل القرمزي، الرئيس يحيى جامع | مقر الحكومة               | 2015          |
|        | 50     | بنفسجي فاتح   | هدهد؛ رئيس غامبيا يحيى جامع         | الدوائر الميغاليثية       | 2015          |
|        | 100    | سيان          | الببغاء السنغالي؛ الرئيس يحيى جامع  | قوس 22                    | 2015          |
|        | 200    | بني فاتح      | الرئيس يحيى جامع                    | مطار بانجول الدولي        | 2015          |

### إصدار 2019
| الصورة | القيمة | اللون الرئيسي | الوصف                         | الوصف               | تاريخ الإصدار |
| الصورة | القيمة | اللون الرئيسي | الوجه                         | العكس               | تاريخ الإصدار |
| ------ | ------ | ------------- | ----------------------------- | ------------------- | ------------- |
|        | 5      | أحمر          | الرافراف العملاق، شعار غامبيا | ماشية               | 2019          |
|        | 10     | أخضر          | طيور؛ شعار غامبيا             |                     | 2019          |
|        | 20     | أزرق          | طيور؛ شعار غامبيا             | آلة زراعية          | 2019          |
|        | 50     | بنفسجي        | طيور؛ شعار غامبيا             | الدوائر الميغاليثية | 2019          |
|        | 100    | سيان          | كركي متوج؛ شعار غامبيا        | صيادين              | 2019          |
|        | 200    | أصفر          | طيور؛ شعار غامبيا             | زراعة الأرز         | 2019          |